# 约翰·詹姆斯·奥杜邦大桥
约翰·詹姆斯·奥杜邦大桥（英語：John James Audubon Bridge）是美国路易斯安那州一座跨越密西西比河的斜拉桥，位于潘特康勃县与西费利西亚纳县之间，于2011年5月5日通车，目前是北美洲主跨第二长的斜拉桥，仅次于墨西哥的巴鲁阿特大桥。
整个大桥工程由主跨482米的斜拉桥和长约19公里的公路连接线组成，耗资4.09亿美元，是路易斯安那州经济发展交通基础设施示范（TIMED）计划的一部分，以取代纽罗兹和圣弗瑞安斯维尔之间的轮渡，工程于2006年5月11日开工建设，而由于密西西比河的高水位提前到来，使轮渡服务被迫关闭，大桥不得不提前于2011年5月开始提供有限度的通车，直至2012年1月完全启用。
大桥因美国著名画家、博物学家－约翰·詹姆斯·奥杜邦曾居于该桥附近而得名，这也更加能够体现出该地区丰富自然历史的重要性和延续性。

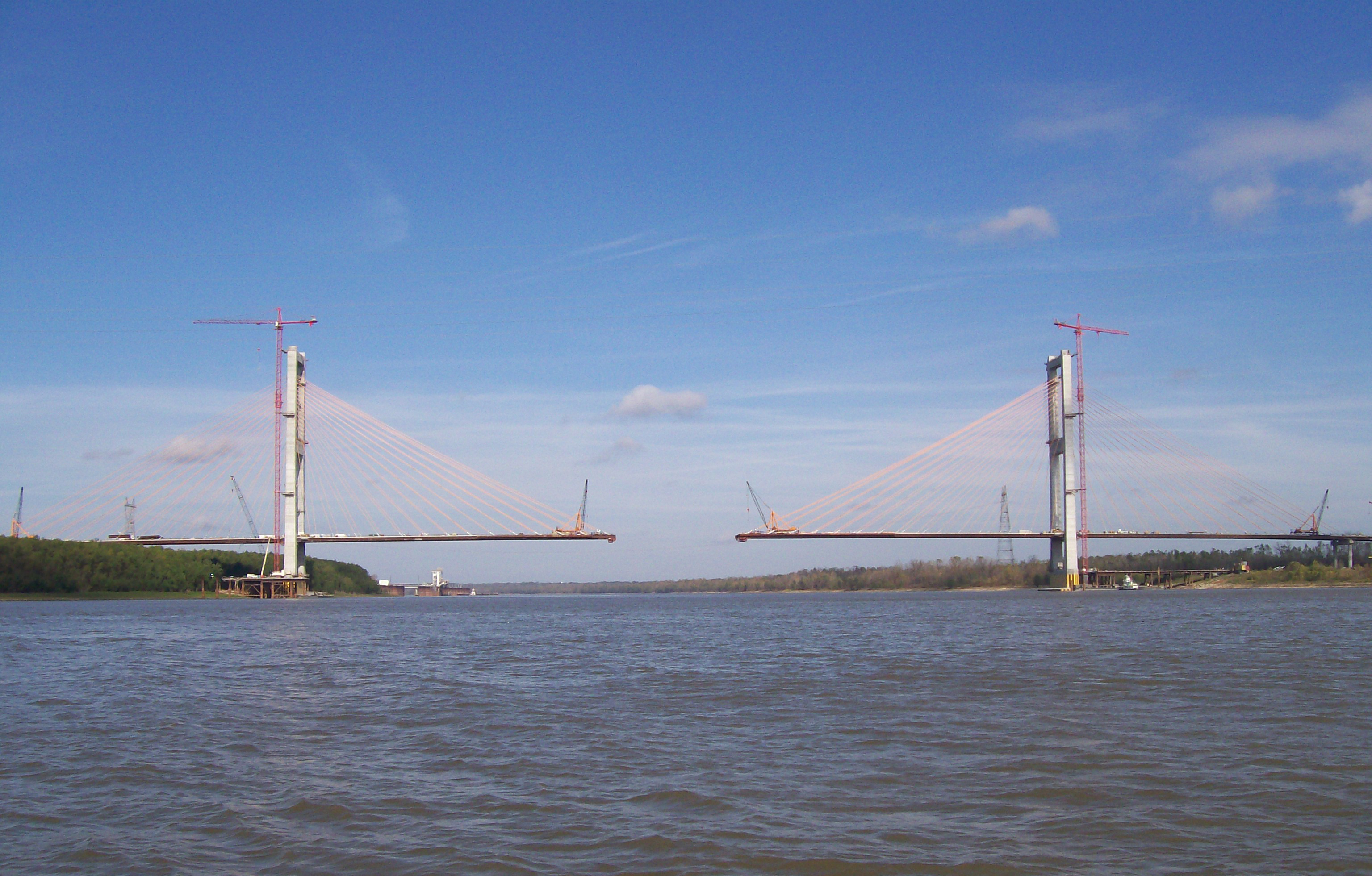
2010年12月4日时的建设进度
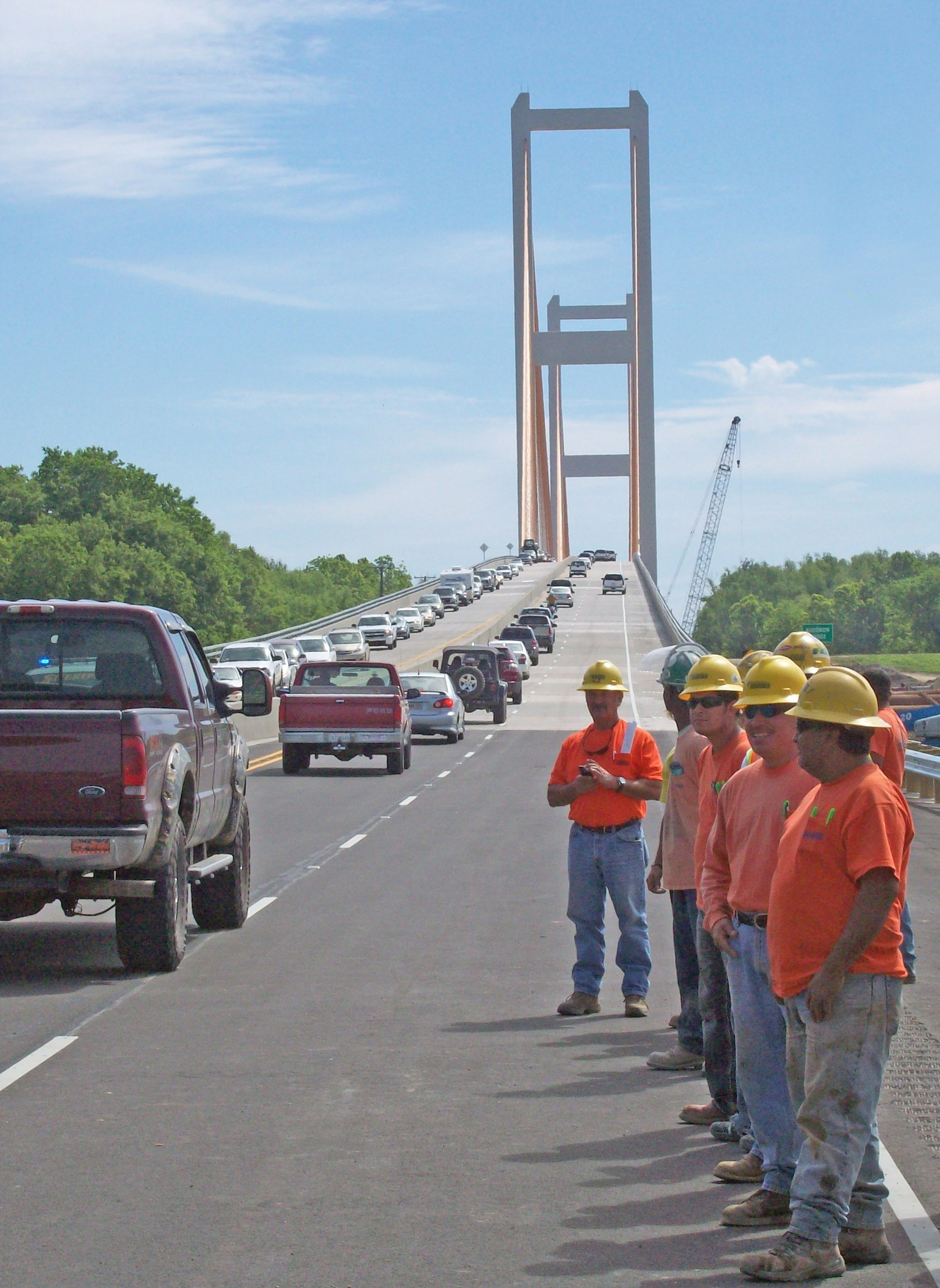
2011年5月5日大桥通车